# Крик жерлянки
«Крик жерлянки» (нем. Unkenrufe) — повесть Гюнтера Грасса, впервые опубликованная в 1992 году в гёттингенском издательстве «Steidl Verlag».

## Сюжет
Главные герои повести — Александр Решке и Александра Пентковская. Он — немец, вдовец, доктор искусствоведения и преподаватель истории искусств в Рурском университете. Она — полька, вдова, реставратор и специалист по золочению. Встретившись однажды в Данциге незадолго до объединения Германии, они проникаются взаимной симпатией и решают воплотить в жизнь идею создания немецко-польского акционерного общества для организации миротворческого кладбища, на котором могли бы быть похоронены немцы, когда-то изгнанные из города и теперь желающие вернуться на родину хотя бы после смерти. Несмотря на то, что реализованный проект завоевывает успех и привлекает массу «клиентов», Решке и Пентковская во многом не согласны со своими партнерами по предприятию и в итоге оставляют организацию.
Параллельно главной сюжетной линии, связанной с Александром и Александрой, рассказывается также история Четтерджи, предприимчивого бенгальца, организовавшего в Данциге сначала небольшой таксопарк из велорикш, а затем, после покупки верфи им. Ленина, и производство велоколясок на экспорт.
Повествование ведется от лица некоего писателя, бывшего одноклассника Решке, которому Александр присылал дневники, аудиозаписи и прочие материалы с просьбой создать некую летопись акционерного общества по учреждению миротворческого кладбища.

## Создание и особенности произведения
Своему родному городу Грасс посвятил немало рассказов и романов, а повесть «Крик жерлянки» сама по себе является своеобразным дополнением к «Данцигской трилогии». В этом произведении писатель попытался затронуть одну из самых болезненных тем немецкого общества — право на родину тех, кто в своё время был изгнан с восточных территорий, отобранных после войны.
Грасс работал над повестью в 1991 году, буквально описывая происходившие тогда в стране события с натуры. В 1992 году книга была издана в Гёттингене, а в 1997 году вышла в русском переводе вместе с другими рассказами. Писатель посвятил своё произведение близкой подруге, американской издательнице Хелене Вольф, которая в 1933 году вынуждена была эмигрировать из Германии.
Символично также название повести: в немецком языке идиома «Крик жерлянки» (нем. Unkenruf) означает дурной знак, предвестие неудачи.

## Экранизация
В 2005 году по повести «Крик Жерлянки» был снят одноименный немецко-польский кинофильм. Режиссёром выступил Роберт Глински, а в главных ролях снялись Кристина Янда и Маттиас Хабих.